# Спенс, Рональд
Рональд Джон Спенс (англ. Ronald John Spence, 20 июля 1945) — южнородезийский хоккеист (хоккей на траве), нападающий.

## Биография
Рональд Спенс родился 20 июля 1945 года.
В 1964 году вошёл в состав сборной Южной Родезии по хоккею на траве на Олимпийских играх в Токио, поделившей 11-12-е места. Играл на позиции нападающего, провёл 4 матча, забил 1 мяч в ворота сборной Японии.